# Taufbecken St. Georg (Frauenberg)

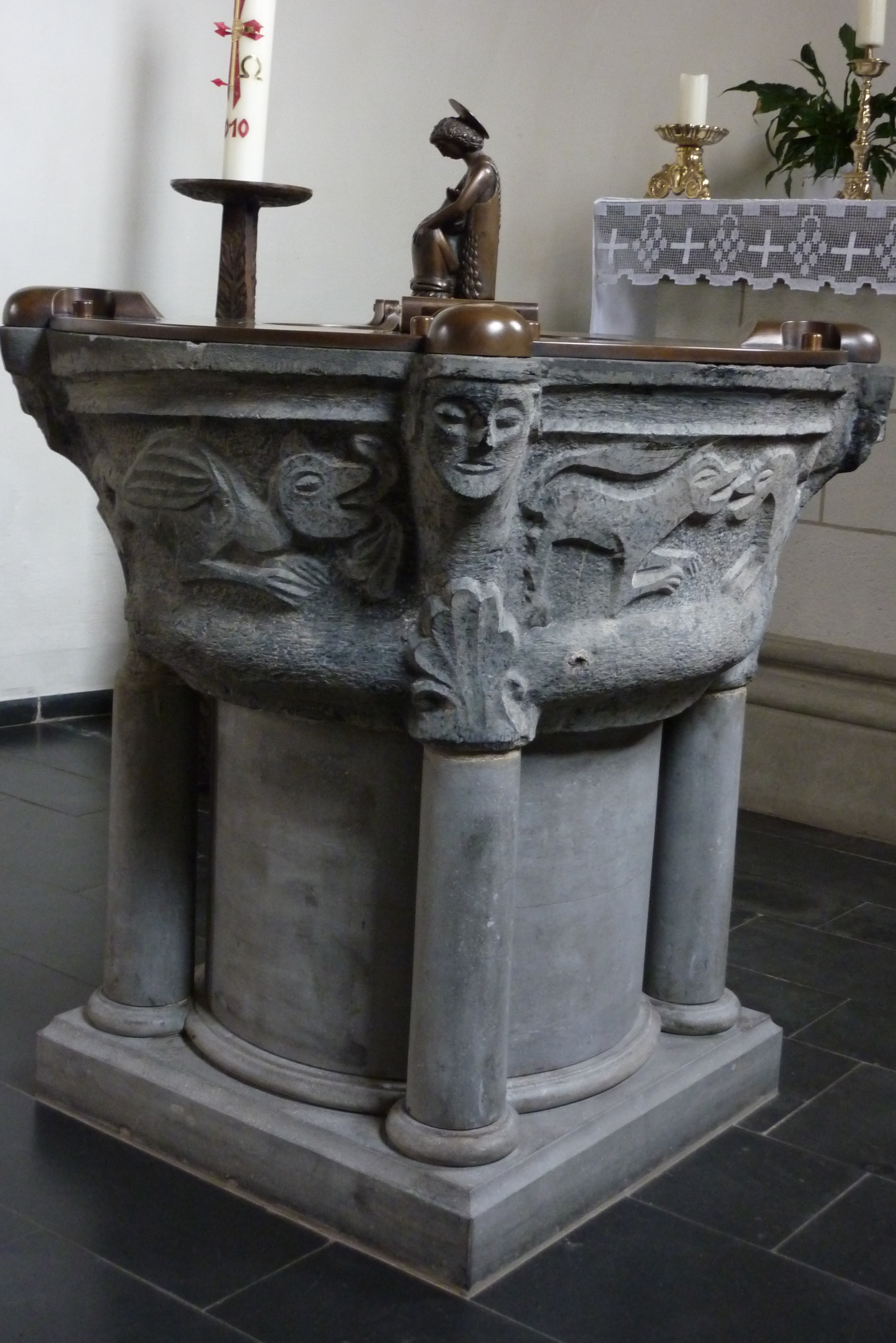
Taufbecken in Frauenberg

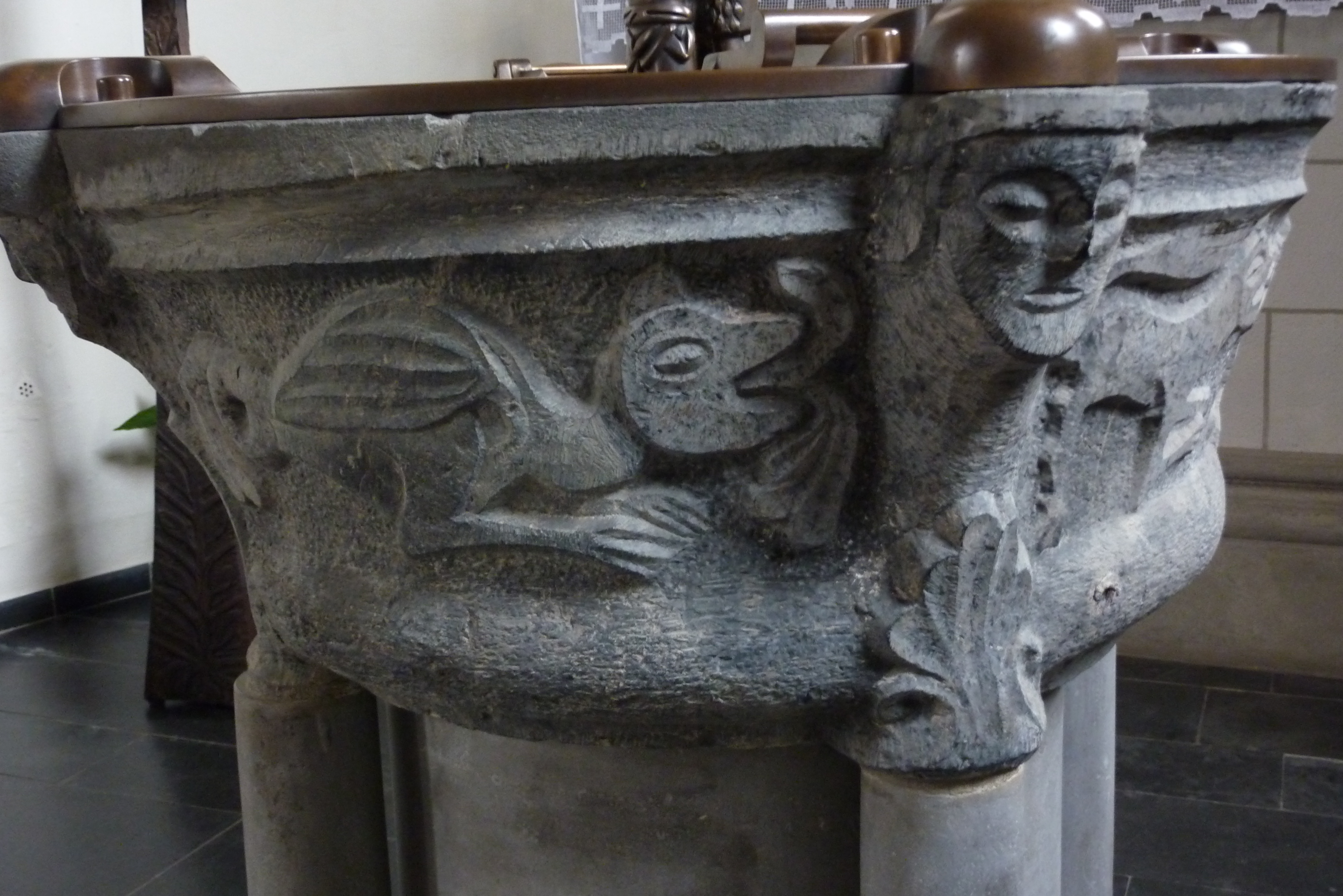
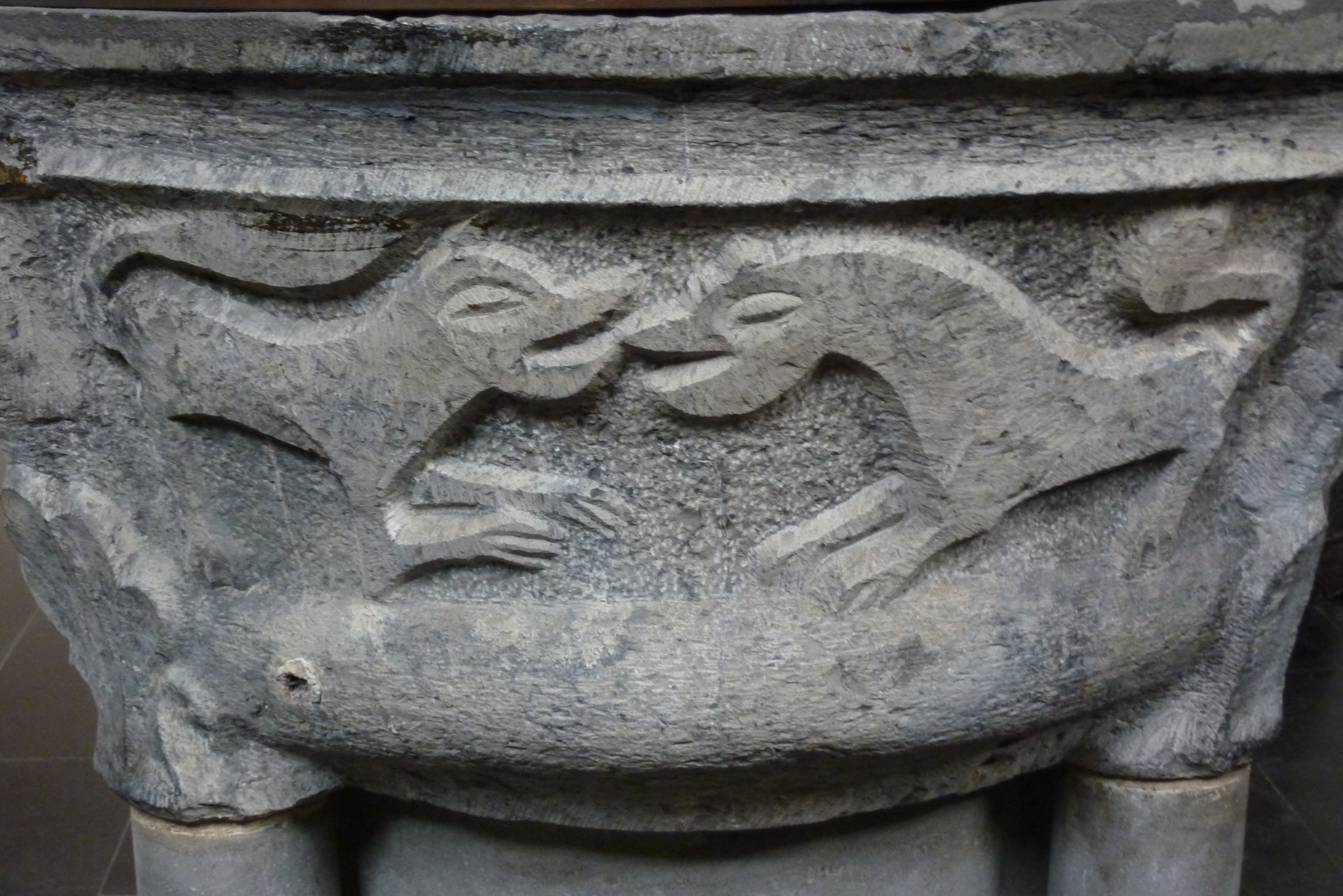

Das Taufbecken in der katholischen Pfarrkirche St. Georg in Frauenberg, einem Stadtteil von Euskirchen im gleichnamigen Kreis in Nordrhein-Westfalen, wurde im 12. Jahrhundert geschaffen. 
Das Taufbecken aus Namurer Blaustein ist 95 cm hoch. Das flache Becken zeigt unter vier derben Eckköpfen große Blätter an Stelle der Kapitelle für die flankierenden Säulen. Auf den Feldern dazwischen sind Fabeltiere dargestellt. 
Das Taufbecken gehört zu der am ganzen Niederrhein verbreiteten Gruppe, wie z. B. auch das Taufbecken in der Kirche St. Peter in Zingsheim und das Taufbecken in der Kirche St. Martin in Friesheim.